# NGC 1390
NGC 1390 je galaksija u zviježđu Eridan.

## Vanjske poveznice
- SEDS: NGC 1390